# Dionysos (opéra)
Pour les articles homonymes, voir Dionysos (homonymie).
Dionysos est un opéra allemand en quatre tableaux composé par Wolfgang Rihm et dont la première a eu lieu le 27 juillet 2010 au Festival de Salzbourg lors du 90eme anniversaire de la création du festival. 
Le livret également de Wolfgang Rihm est tiré des Dithyrambes de Dionysos  de Friedrich Nietzsche et sous titré « Scènes et dithyrambes ,  Fantaisie d’opéra ».

## Historique
Dionysos est la onzième œuvre de Rihm pour la scène lyrique. Il considérait déjà depuis une quinzaine d’années la possibilité d’un opéra autour de Dionysos lorsqu'il a reçu la commande du Festival de Salzbourg, pour une coproduction du Staatsoper Unter den Linden de Berlin et de l'Opéra national des Pays-Bas. Il a écrit le livret à partir de l'œuvre tardive de 1888 de Nietzsche, qu'il a fragmentée et arrangée dans un ordre différent. 
L’œuvre a été composée  entre décembre 2009 et mai 2010, Rihm envoyant son travail par séquence au chef d'orchestre. Le final a été écrit à la dernière minute.
L'œuvre est ainsi dédiée «en toute amitié» au chef d'orchestre Ingo Metzmacher.
L'opéra a été créé dans la petite salle de la Maison de Mozart à Salzbourg le 27 juillet 2010 avec le baryton Johannes Martin Kränzle (de) dans le rôle-titre (N.) et Mojca Erdmann (de), Elin Rombo (de) et Matthias Klink (de) dans les rôles principaux, la musique est exécutée par le Deutsches Symphonie-Orchester Berlin et accompagnée du Chœur de l'Opéra d'État de Vienne, sous la direction de Metzmacher, dans une mise en scène de Pierre Audi et des décors de l'artiste Jonathan Meese. Un enregistrement en direct a été publié sous forme de DVD,,.
La production a été reprise à partir du 8 juin 2011 à Amsterdam et à partir du 8 juillet 2012 à Berlin. Une nouvelle production a été mise en scène le 8 février 2013 avec le "Theater & Orchester Heidelberg" par Ingo Kerkhof (de).

## Description
Reconstruisant à partir des fragments de Nietzsche un cheminement fantasmatique, Rihm écarte toute intrigue linéaire au profit d’une suite de séquences reliées par la présence de  N., incarnation du philosophe, de l’artiste et de Dionysos, dieu de l'ivresse, de l'extase, de la musique et la danse, auquel Nietzsche ne cessa de s’identifier.
Le spectateur est invité à entrer dans un labyrintheavec quatre scènes évoquant l’errance entre solitude, abattement, fureur mais aussi moments de sérénité ou de jubilation. Le dernier tableau évoque l'anecdote de janvier 1889 à Turin, où Nietzsche s’agenouilla devant un cheval qu'un cocher venait de fouetter violemment.
La musique est  exubérante  avec des moments de détente ou d'ironie et des échos discrets à Strauss, Brahms, Mahler ou Berg qui pour la plupart doivent sans doute à  Nietzsche.  